# Campeonato Mundial de Ciclismo en Ruta de 1973
Los Campeonatos del mundo de ciclismo en ruta de 1973 se celebró en la ciudad española de Barcelona del 29 de agosto al 3 de septiembre de 1973. 

## Resultados
| Evento                     | Oro                                                                           | Oro            | Plata                                                                         | Plata    | Bronce                                                                        | Bronce   |
| -------------------------- | ----------------------------------------------------------------------------- | -------------- | ----------------------------------------------------------------------------- | -------- | ----------------------------------------------------------------------------- | -------- |
| Pruebas masculinas         |                                                                               |                |                                                                               |          |                                                                               |          |
| Hombres - carrera en línea | Felice Gimondi · Italia                                                       | 6 h 31 min 26s | Freddy Maertens · Bélgica                                                     | m.t.     | Luis Ocaña España                                                             | m.t.     |
| Contrerreloj por equipos   | Polonia · Lucjan Lis · Ryszard Szurkowski · Stanisław Szozda · Tadeusz Mytnik | 2h 03' 29"     | Unión Soviética Gennady Komnatov Youri Mikhailov Boris Shoukov Sergey Sinizin | + 1' 43" | Suecia · Tord Filipsson · Lennart Fagerlund · Leif Hansson · Sven-Ake Nilsson | + 3' 12" |
| Amateur - carrera en línea | Ryszard Szurkowski · Polonia                                                  | 4h 08' 59"     | Stanisław Szozda · Polonia                                                    | + 31"    | Bernard Bourreau Francia                                                      | m.t.     |
| Pruebas femeninas          |                                                                               |                |                                                                               |          |                                                                               |          |
| Mujeres - carrera en línea | Nicole Vandenbroeck · Bélgica                                                 | 1h 31' 08"     | Keetie van Oosten-Hage · Países Bajos                                         | m.t.     | Valentina Rebrovskaja Unión Soviética                                         | m.t.     |